# Nati nel 1912/Aprile
| Questa pagina contiene informazioni ricavate automaticamente dalle voci biografiche con l'ausilio del template Bio e di un bot. L'aggiornamento è periodico e automatico e ricostruisce completamente la pagina. Se manca una persona in questa lista, sei pregato di non aggiungerla, ma accertati piuttosto che la sua voce biografica contenga il template Bio e che i dati anagrafici siano correttamente compilati. Se il template Bio manca, inseriscilo tu stesso o, in alternativa, metti l'avviso {{tmp\|Bio}} che ne segnala la mancanza. Se i dati riportati sono sbagliati, correggi direttamente la voce biografica; le modifiche saranno visibili in questa lista entro pochi giorni. Per chiarimenti vedi il progetto biografie. La lista contiene solo le 173 persone che sono citate nell'enciclopedia e per le quali è stato implementato correttamente il template Bio. Pagina aggiornata al 26 giu 2025. |

- 1º aprile - Antonio Imbesi, farmacista e farmacologo italiano († 2000)
- 1º aprile - Tranquillo Marangoni, incisore italiano († 1992)
- 1º aprile - Joseph Parecattil, cardinale indiano († 1987)
- 2 aprile - Ollie O'Toole, attore statunitense († 1992)
- 3 aprile - Addeke Hendrik Boerma, economista olandese († 1992)
- 3 aprile - Giulio De Luca, architetto, urbanista e docente italiano († 2004)
- 3 aprile - Gregoris Lambrakis, politico, medico e triplista greco († 1963)
- 3 aprile - Mauro Racca, schermidore italiano († 1977)
- 4 aprile - Aldo Bardelli, giornalista e dirigente sportivo italiano († 1971)
- 4 aprile - Antonio Ferrara, calciatore argentino
- 4 aprile - Marcello Marchesi, scrittore, sceneggiatore e regista italiano († 1978)
- 4 aprile - Juhani Vellamo, sollevatore finlandese († 2004)
- 5 aprile - Piero Antona, calciatore italiano († 1969)
- 5 aprile - Annibale Arces, pittore italiano († 1994)
- 5 aprile - Giulio Battistini, politico italiano († 2004)
- 5 aprile - Jéhan Buhan, schermidore francese († 1999)
- 5 aprile - Franco Caprioli, fumettista e pittore italiano († 1974)
- 5 aprile - Habib Elghanian, imprenditore e filantropo iraniano († 1979)
- 5 aprile - Antonio Ferri, ingegnere italiano († 1975)
- 5 aprile - Carlos Guastavino, compositore argentino († 2000)
- 5 aprile - Gordon Jones, attore statunitense († 1963)
- 5 aprile - John Le Mesurier, attore britannico († 1983)
- 5 aprile - István Örkény, scrittore ungherese († 1979)
- 5 aprile - Ricardo Arias, politico e imprenditore panamense († 1993)
- 5 aprile - Bill Roberts, velocista britannico († 2001)
- 6 aprile - Jan Brzák-Felix, canoista cecoslovacco († 1988)
- 6 aprile - John Halas, animatore ungherese († 1995)
- 6 aprile - Demetrio Zaccaria, imprenditore italiano († 1993)
- 7 aprile - Hans Dorr, militare tedesco († 1945)
- 7 aprile - John Ronald Gower, ufficiale inglese († 2007)
- 7 aprile - Harry Hay, avvocato, insegnante e attivista inglese († 2002)
- 7 aprile - Koos de Jong, velista olandese († 1993)
- 7 aprile - Jack Lawrence, cantautore statunitense († 2009)
- 7 aprile - Frank V. Phillips, direttore della fotografia statunitense († 1994)
- 8 aprile - Julián Berrendero, ciclista su strada e ciclocrossista spagnolo († 1995)
- 8 aprile - Alois Brunner, militare e criminale di guerra austriaco
- 8 aprile - Jozef Gabčík, militare e partigiano cecoslovacco († 1942)
- 8 aprile - Sonja Henie, pattinatrice artistica su ghiaccio, attrice e collezionista d'arte norvegese († 1969)
- 8 aprile - Sergio Iesi, schermidore italiano († 1986)
- 8 aprile - Nello Paratore, cestista e allenatore di pallacanestro italiano († 1991)
- 8 aprile - Dario Sala, inventore italiano († 2005)
- 9 aprile - Angelo Galateri di Genola, generale italiano († 1998)
- 9 aprile - Amácio Mazzaropi, attore, regista e comico brasiliano († 1981)
- 9 aprile - Gerhard Pedersen, pugile danese († 1987)
- 9 aprile - Raffaele Rossini, calciatore e allenatore di calcio italiano († 1986)
- 9 aprile - Camillo Zuffi, fumettista italiano († 2002)
- 10 aprile - Frank Baird, cestista e allenatore di pallacanestro statunitense († 2007)
- 10 aprile - Giorgio Faldini, schermidore italiano († 2000)
- 10 aprile - Frederick Feary, pugile statunitense († 1994)
- 10 aprile - Giuseppe Grioli, matematico e fisico italiano († 2015)
- 10 aprile - Boris Kidrič, partigiano e politico jugoslavo († 1953)
- 10 aprile - Yusuf Lule, politico ugandese († 1985)
- 10 aprile - Guido Mazzoni, politico italiano († 2001)
- 10 aprile - Draja Mickaharic, esoterista e scrittore bosniaco
- 10 aprile - Antoine Prioré, ingegnere italiano († 1983)
- 10 aprile - Wang Yuzeng, cestista cinese († 2009)
- 11 aprile - Harry Betmead, calciatore inglese († 1984)
- 11 aprile - Amedeo Ruggiero, pittore italiano († 1986)
- 12 aprile - Angelo Brigada, compositore, paroliere e direttore d'orchestra italiano († 1999)
- 12 aprile - Leo Crowe, cestista statunitense († 1966)
- 12 aprile - Mario Fasulo, militare italiano († 1937)
- 12 aprile - Georges Franju, regista francese († 1987)
- 12 aprile - Walt Gorney, attore austriaco († 2004)
- 12 aprile - Hamengkubuwono IX, politico e sovrano indonesiano († 1988)
- 12 aprile - Erik Larsson, fondista svedese († 1982)
- 12 aprile - Arsen Mek'ok'ishvili, lottatore sovietico († 1972)
- 12 aprile - Carmine Rocco, arcivescovo cattolico italiano († 1982)
- 12 aprile - Giulio Rossi, calciatore italiano († 1974)
- 12 aprile - Toshihiro Shimamura, giocatore di go giapponese († 1991)
- 12 aprile - Louis Washkansky, sportivo lituano († 1967)
- 13 aprile - František Picek, cestista cecoslovacco († 2007)
- 13 aprile - William Tuttle, truccatore statunitense († 2007)
- 14 aprile - James F. Blake, militare statunitense († 2002)
- 14 aprile - Arne Brustad, calciatore norvegese († 1987)
- 14 aprile - Joie Chitwood, pilota automobilistico statunitense († 1988)
- 14 aprile - Robert Doisneau, fotografo francese († 1994)
- 14 aprile - Antonio Flecha, cestista peruviano († 1967)
- 14 aprile - Edmond Jabès, poeta francese († 1991)
- 14 aprile - Béla Király, generale, politico e scrittore ungherese († 2009)
- 14 aprile - Alfred Lanctôt, missionario e vescovo cattolico canadese († 1969)
- 14 aprile - Sebastiano Rosso, vescovo cattolico italiano († 1994)
- 15 aprile - Vicente Albanese, calciatore uruguaiano
- 15 aprile - Georges Beaucourt, calciatore francese († 2002)
- 15 aprile - William Congdon, pittore statunitense († 1998)
- 15 aprile - Kim Il-sung, rivoluzionario e politico nordcoreano († 1994)
- 15 aprile - Libico Maraja, illustratore e pittore svizzero († 1983)
- 15 aprile - Giuseppe Selmi, violoncellista e compositore italiano († 1987)
- 15 aprile - Jānis Vindiņš, calciatore lettone
- 16 aprile - Aldo Alessandri, militare italiano († 1941)
- 16 aprile - Gordon Dunn, discobolo e pesista statunitense († 1964)
- 16 aprile - Makar Hončarenko, calciatore sovietico († 1997)
- 16 aprile - Paul Mehl, calciatore tedesco († 1972)
- 16 aprile - Russ Ochsenhirt, cestista statunitense († 2002)
- 16 aprile - Evgenij Samojlov, attore sovietico († 2006)
- 16 aprile - Catherine Scorsese, attrice statunitense († 1997)
- 16 aprile - Enzo Serafin, fotografo italiano († 1995)
- 16 aprile - Pietro Serini, militare e aviatore italiano († 1943)
- 16 aprile - Josef Streb, calciatore tedesco
- 17 aprile - Antonio Catte, magistrato e partigiano italiano († 1949)
- 17 aprile - Marta Eggerth, cantante e attrice cinematografica ungherese († 2013)
- 17 aprile - Jo Ann Robinson, attivista statunitense († 1992)
- 17 aprile - Hélène Perdrière, attrice francese († 1992)
- 17 aprile - Walter Vollweiler, calciatore tedesco († 1991)
- 17 aprile - Benigno Zaccagnini, politico italiano († 1989)
- 18 aprile - Wendy Barrie, attrice britannica († 1978)
- 18 aprile - Grandizo Munis, politico e scrittore spagnolo († 1989)
- 18 aprile - Shōichi Nishimura, allenatore di calcio e calciatore giapponese († 1998)
- 19 aprile - Rudi Fischer, pilota automobilistico svizzero († 1976)
- 19 aprile - Clelia Marchi, agricoltrice e scrittrice italiana († 2006)
- 19 aprile - Hans Walter Schmidt, militare tedesco († 1934)
- 19 aprile - Glenn Theodore Seaborg, chimico statunitense († 1999)
- 20 aprile - Olindo Del Donno, politico e presbitero italiano († 2009)
- 20 aprile - Willi Kaidel, canottiere tedesco († 1978)
- 21 aprile - Eve Arnold, fotografa statunitense († 2012)
- 21 aprile - Feike Asma, organista e direttore d'orchestra olandese († 1984)
- 21 aprile - Anelito Barontini, politico e partigiano italiano († 1983)
- 21 aprile - Marcel Camus, regista cinematografico francese († 1982)
- 21 aprile - Eugenio Facchini, politico italiano († 1944)
- 21 aprile - Hermann Withalm, politico austriaco († 2003)
- 22 aprile - Kathleen Ferrier, contralto inglese († 1953)
- 22 aprile - Vittore Martini, allenatore di calcio e calciatore italiano († 1993)
- 23 aprile - Santiago Lovell, pugile argentino († 1966)
- 23 aprile - Luigi Rovigatti, arcivescovo cattolico italiano († 1975)
- 23 aprile - György Szűcs, allenatore di calcio e calciatore ungherese († 1991)
- 24 aprile - Sait Altınordu, calciatore turco († 1978)
- 24 aprile - Vincenzo Bertolotto, rugbista a 13 e rugbista a 15 italiano († 1992)
- 24 aprile - Renato Cellini, direttore d'orchestra italiano († 1967)
- 24 aprile - Riccardo Colombani, calciatore italiano
- 24 aprile - Tage Fahlborg, canoista svedese († 2005)
- 24 aprile - Bianca Lattuada, produttrice cinematografica italiana († 2005)
- 24 aprile - Nguyễn Lộc, artista marziale vietnamita († 1960)
- 24 aprile - Aymoré Moreira, allenatore di calcio e calciatore brasiliano († 1998)
- 24 aprile - Ruth Osburn, discobola statunitense († 1994)
- 24 aprile - Harry Yven, calciatore norvegese († 1988)
- 25 aprile - Federico Coullaut-Valera, scultore spagnolo († 1989)
- 25 aprile - Teodorico Moretti Costanzi, filosofo italiano († 1995)
- 25 aprile - Riccardo Castagnedi, pittore, grafico e pubblicitario italiano († 1999)
- 25 aprile - Jean Sacha, montatore, regista e sceneggiatore francese († 1988)
- 26 aprile - Corrado Biasotto, calciatore italiano († 1991)
- 26 aprile - Sebastián Gualco, calciatore argentino († 1992)
- 26 aprile - Jak Habib, cestista turco († 1995)
- 26 aprile - Dumitru Pavlovici, calciatore rumeno († 1993)
- 26 aprile - Nello Troggi, ciclista su strada italiano († 1944)
- 26 aprile - A. E. van Vogt, scrittore di fantascienza canadese († 2000)
- 27 aprile - Shiro Azuma, militare, criminale di guerra e attivista giapponese († 2006)
- 27 aprile - Tommy Breen, calciatore irlandese († 1988)
- 27 aprile - Noël Corbu, francese († 1968)
- 27 aprile - Carolina Matilde di Danimarca, principessa danese († 1995)
- 27 aprile - Félix Demaría, calciatore argentino
- 27 aprile - Nora Gal, traduttrice e critica letteraria sovietica († 1991)
- 27 aprile - Giacomo di Borbone-Busset, scrittore e diplomatico francese († 2001)
- 27 aprile - Karl Litschi, ciclista su strada e ciclocrossista svizzero († 1999)
- 27 aprile - Toots Meretsky, cestista e allenatore di pallacanestro canadese († 2006)
- 27 aprile - Renato Rascel, attore, comico e cantautore italiano († 1991)
- 27 aprile - Zohra Sehgal, attrice indiana († 2014)
- 27 aprile - Parker Vooris, bobbista statunitense († 1991)
- 28 aprile - Alberto Amato, cantante e attore italiano († 2006)
- 28 aprile - Francesco Cocco Ortu, politico e avvocato italiano († 1969)
- 28 aprile - Walter Crook, allenatore di calcio e calciatore inglese († 1988)
- 28 aprile - Werner Haftmann, storico dell'arte tedesco († 1999)
- 28 aprile - Odette Hallowes, ufficiale e agente segreto francese († 1995)
- 28 aprile - Øivind Holmsen, calciatore norvegese († 1996)
- 28 aprile - Villijs Kacs, calciatore lettone († 1941)
- 28 aprile - Elia Piazzano, calciatore italiano
- 28 aprile - Kaneto Shindō, regista e sceneggiatore giapponese († 2012)
- 29 aprile - Giancarlo Cappelli, montatore italiano († 1982)
- 29 aprile - Richard Carlson, attore e regista statunitense († 1977)
- 29 aprile - Moshe Landau, magistrato tedesco († 2011)
- 29 aprile - Italo Valenti, pittore italiano († 1995)
- 30 aprile - Ethel Barrymore Colt, attrice teatrale e soprano statunitense († 1977)
- 30 aprile - Alessandro Maria Gottardi, arcivescovo cattolico italiano († 2001)
- 30 aprile - Jean Simon, generale francese († 2003)
- 30 aprile - Italo de Feo, scrittore, critico letterario e saggista italiano († 1985)